# Roter Main
Der Rote Main ist einer der beiden Quellflüsse des Mains. Er entspringt in der Fränkischen Schweiz und vereinigt sich am westlichen Stadtrand von Kulmbach mit dem rechten und nördlichen Quellfluss Weißer Main, der mehr Wasser führt. Der Rote Main ist dagegen mit 72 Kilometern länger. Sein Gefälle beträgt 283 Meter.
Der Rote Main durchfließt lehmhaltige Böden. Vor allem nach Regenfällen enthält er viel Schwebfracht, was ihm eine rötlich-braune Färbung gibt. Daher rührt der Namensbestandteil rot.

## Geographie

### Quelle

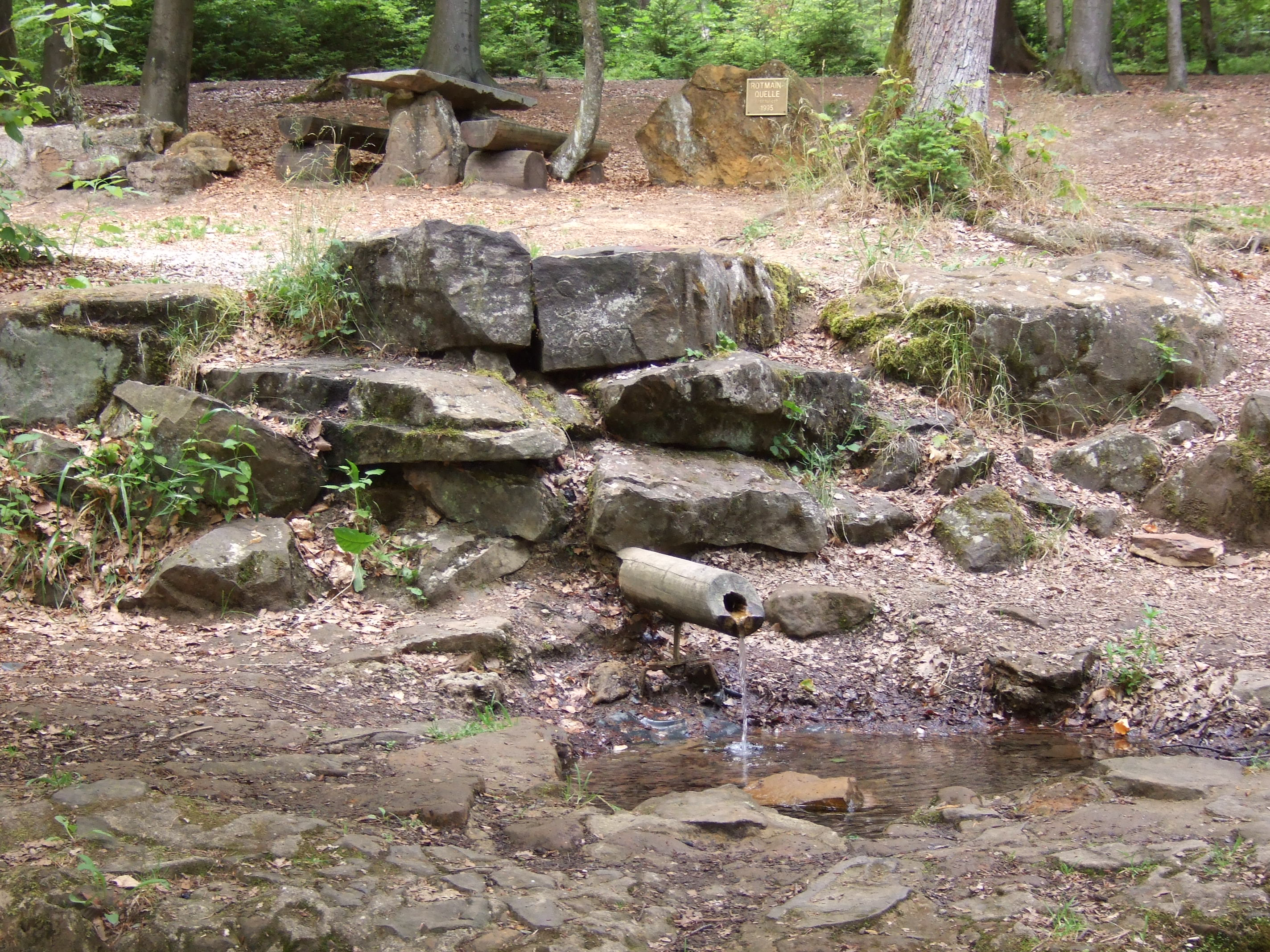
Rotmainquelle im Lindenhardter Forst

Der Rote Main entspringt zehn Kilometer südlich von Bayreuth bei Hörlasreuth (Creußen) im Lindenhardter Forst auf einer Höhe von 581 m ü. NN. Das Quellgebiet liegt im Naturpark Fränkische Schweiz-Veldensteiner Forst. Es gehört geologisch zum Braunen Jura. Die Quelle wurde 1907 in Stein gefasst, aus ihr fließt das Wasser über ein Holzrohr ab.

### Flusslauf
Der Rote Main fließt zunächst in südöstlicher Richtung, bevor er nach Nordosten biegt und Creußen durchquert. Von dort aus zieht er nach Norden und macht hinter der Eremitage eine Kehre nach Westen. Die Stadt Bayreuth durchquert er von Osten nach Westen. In der Innenstadt ist er seit den siebziger Jahren in ein Betonbett gefasst und teilweise überdeckelt.

Roter Main und Mühlkanal in Bayreuth, oberhalb des Flusses der hochwassergefährdete Stadtteil Neuer Weg (1852)

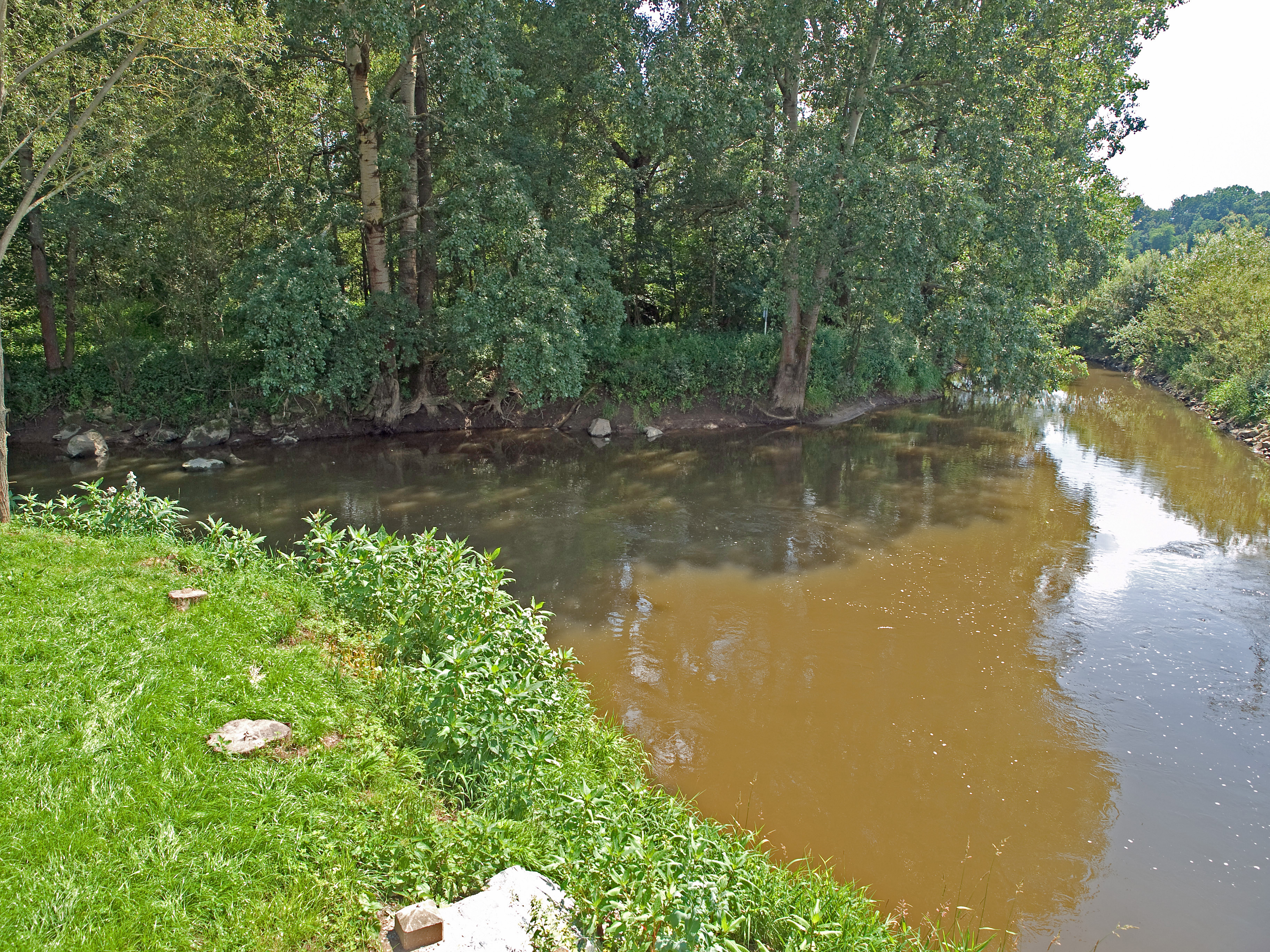
Vereinigung von Rotem Main (hinten) und Weißem Main (links) bei Kulmbach

Am Flößanger in der Nähe des Bayreuther Volksfestplatzes zweigt südlich der Mühlkanal ab, der früher mehrere Mühlen im Stadtbereich antrieb. Sein Durchfluss wird mit einem Wehr annähernd konstant gehalten. Er verläuft oberirdisch bis in Höhe der Münzgasse, 1886 wurde er zwischen der Münzgasse und der Kanalstraße abgedeckt. An der Stelle der nach 1894 abgerissenen Münzmühle wurde 1907–1908 über dem Kanal das Königlich-Bayerische Bankhaus (seit 2013: Iwalewahaus) errichtet, am westlichen Ende der Deckelung verschwand er ab 1933 unter dem „Haus der Deutschen Erziehung“. Im Bereich zwischen diesen Gebäuden wurde er 1997–1998 leicht nach Süden verschwenkt und der neu angelegte Lauf teilweise wieder geöffnet. Längs der Kanalstraße wurde der Mühlkanal 1967 gedeckelt.
Anders als der Mühlkanal führt der eigentliche Fluss („Altbach“) gewöhnlich nur sehr wenig Wasser, dient aber bei Hochwasserständen als Flutbach und hat ein sehr breites Bett. Auf einem Stadtplan aus dem Jahr 1852 ist er in der Oberen Au bis zum heutigen Josephsplatz noch stark mäandrierend eingezeichnet. Die Riediger-Karte von 1745 zeigt noch eine Insel im Bereich zwischen der Bahnhofstraße und der Schulstraße, auf einem Plan von 1814 ist eine Insel in Höhe der Kaserne verzeichnet. Nach starken Hochwässern in den Jahren 1907 und 1909, die besonders den Stadtteil Neuer Weg betrafen, wurde der Fluss 1913 bis 1915 dort verbreitert und kanalisiert. Seit 1967/68 ist er mit zwei Parkplätzen beiderseits der Bahnhofstraße teilweise überbaut.
Westlich der Mündung des Mühlkanals erhielt der Fluss um das Jahr 1930 einen begradigten Lauf. Bis dahin verlief er zunächst nach Südwesten und schwenkte erst am Schlachthof jenseits der späteren Hindenburgstraße nach Westen hin ab.
Nach dem Stadtgebiet fließt der Rote Main in Mäandern durch ein breites Tal in Richtung Nordwesten, vorbei an den Ortschaften Heinersreuth und Neudrossenfeld. Am westlichen Stadtrand von Kulmbach, beim Schloss Steinenhausen, vereinigt er sich mit dem Weißen Main, der im Fichtelgebirge bei Bischofsgrün entspringt. Der Rote Main ist 72 Kilometer lang (Quelle bis Mündung), der Weiße Main 52 Kilometer. Direkt unterhalb der Mündung der beiden Quellflüsse wurde 2009 eine Brücke errichtet. Informationstafeln an der Brücke informieren über den weiteren Flusslauf, die örtlichen Wander- und Radwege und das nähere Umland.

Der Rote Main
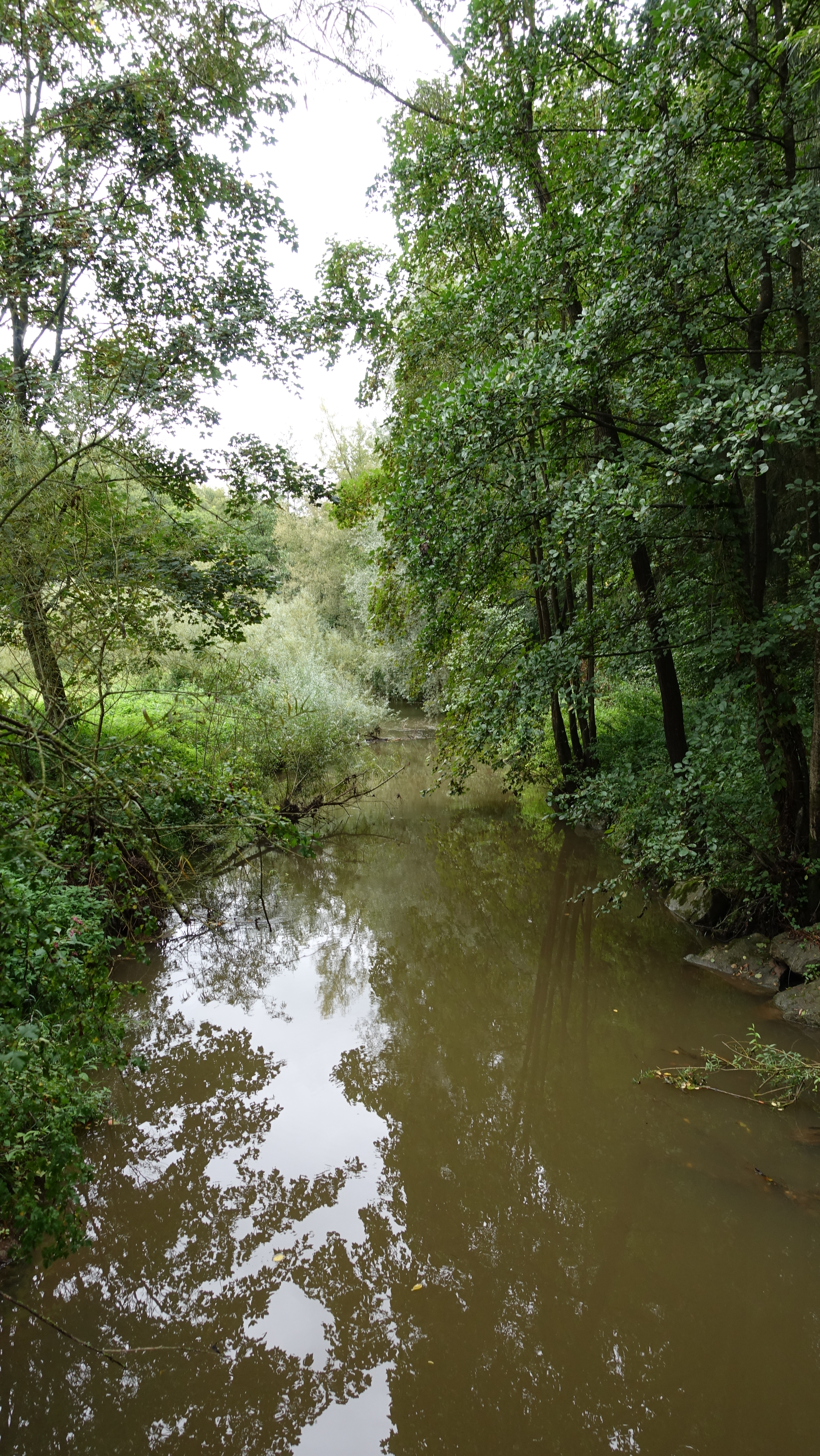
Roter Main östlich der Eremitage
Die Hölzleinsmühle im Jahr 1910
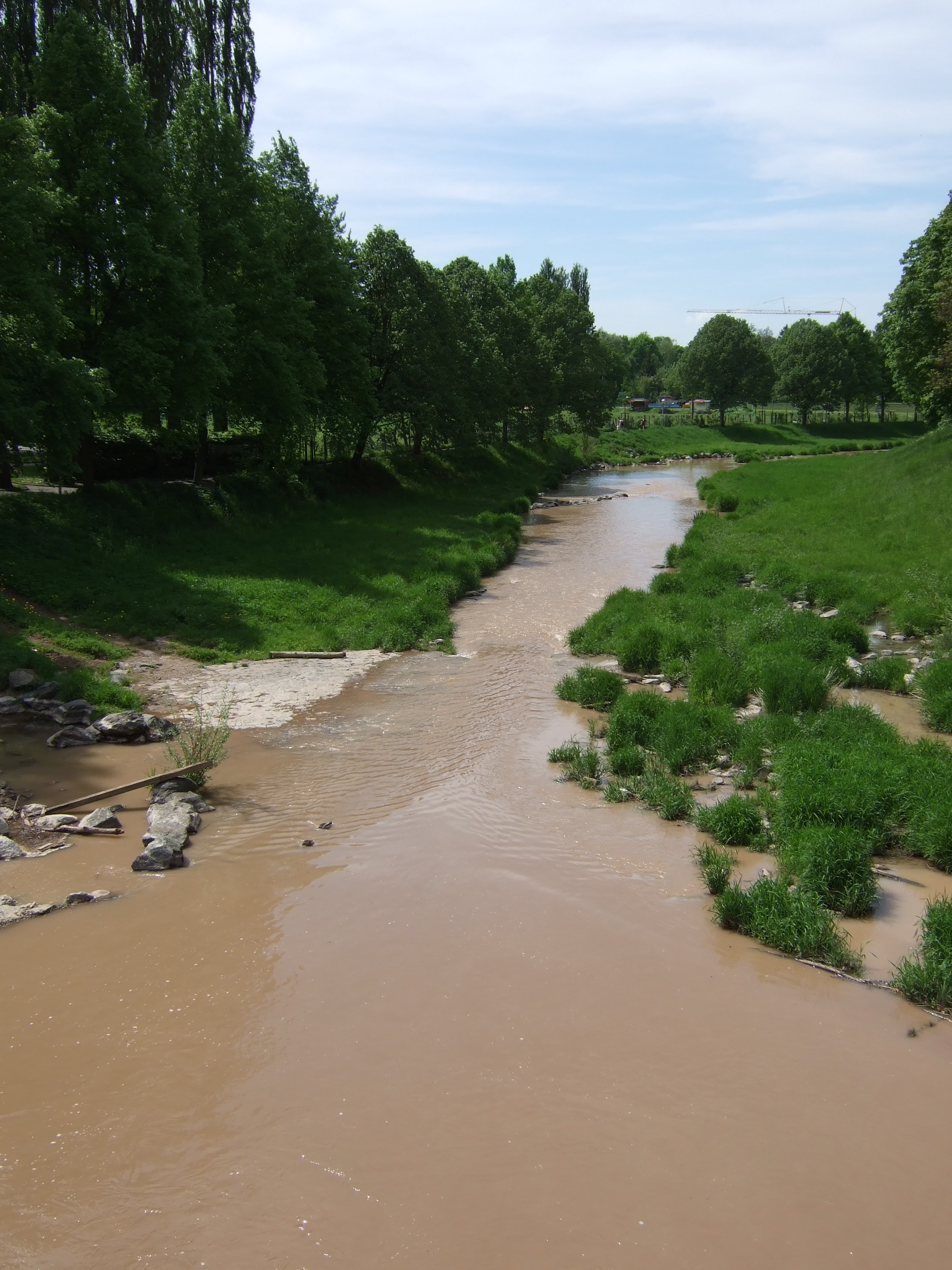
Roter Main am „Flößanger“ in Bayreuth
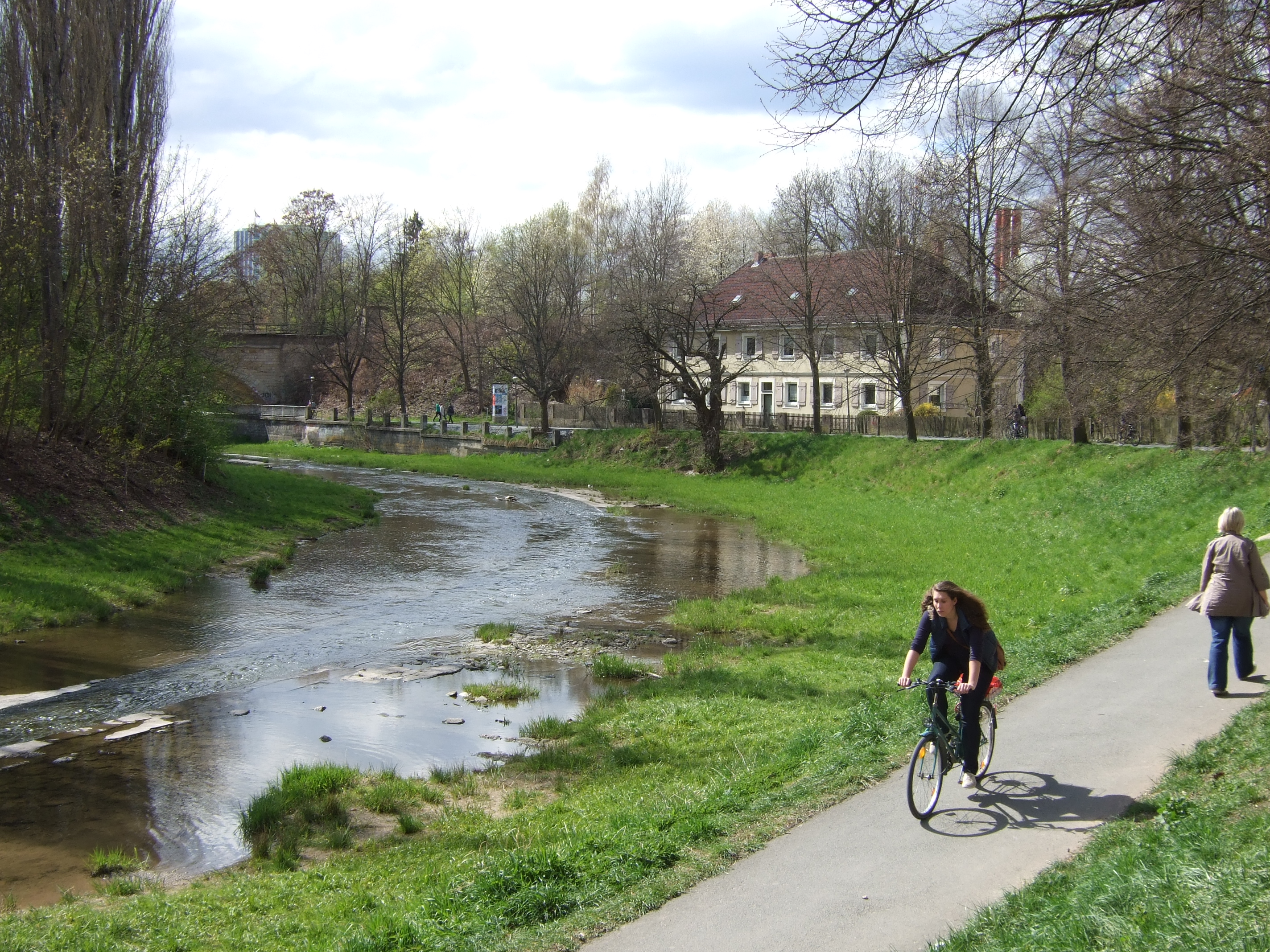
Bayreuther „Altbach“ – Blickrichtung ehemaliger „Schwarzer Steg“
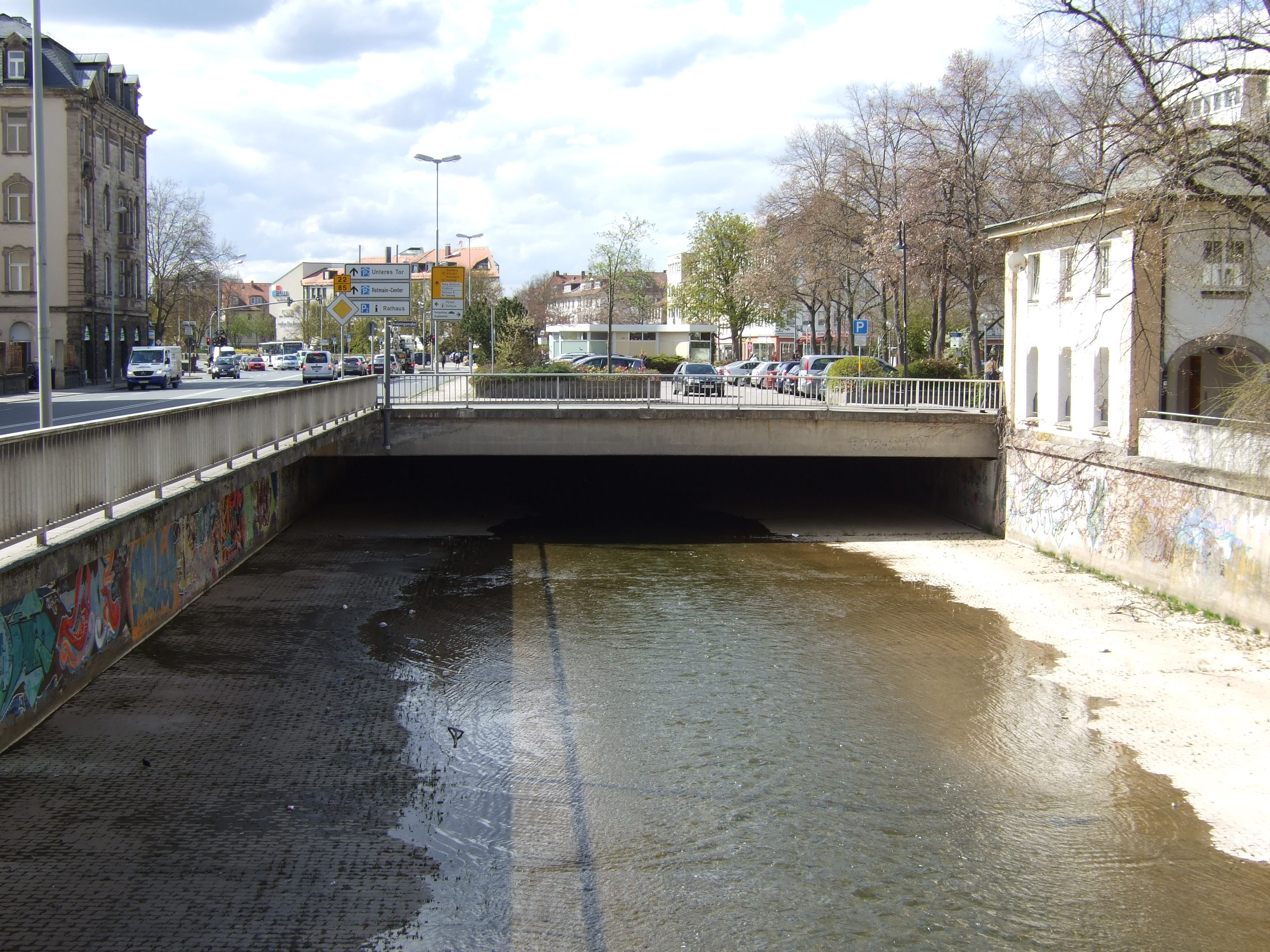
Rotmaindeckelung am Bayreuther Annecyplatz
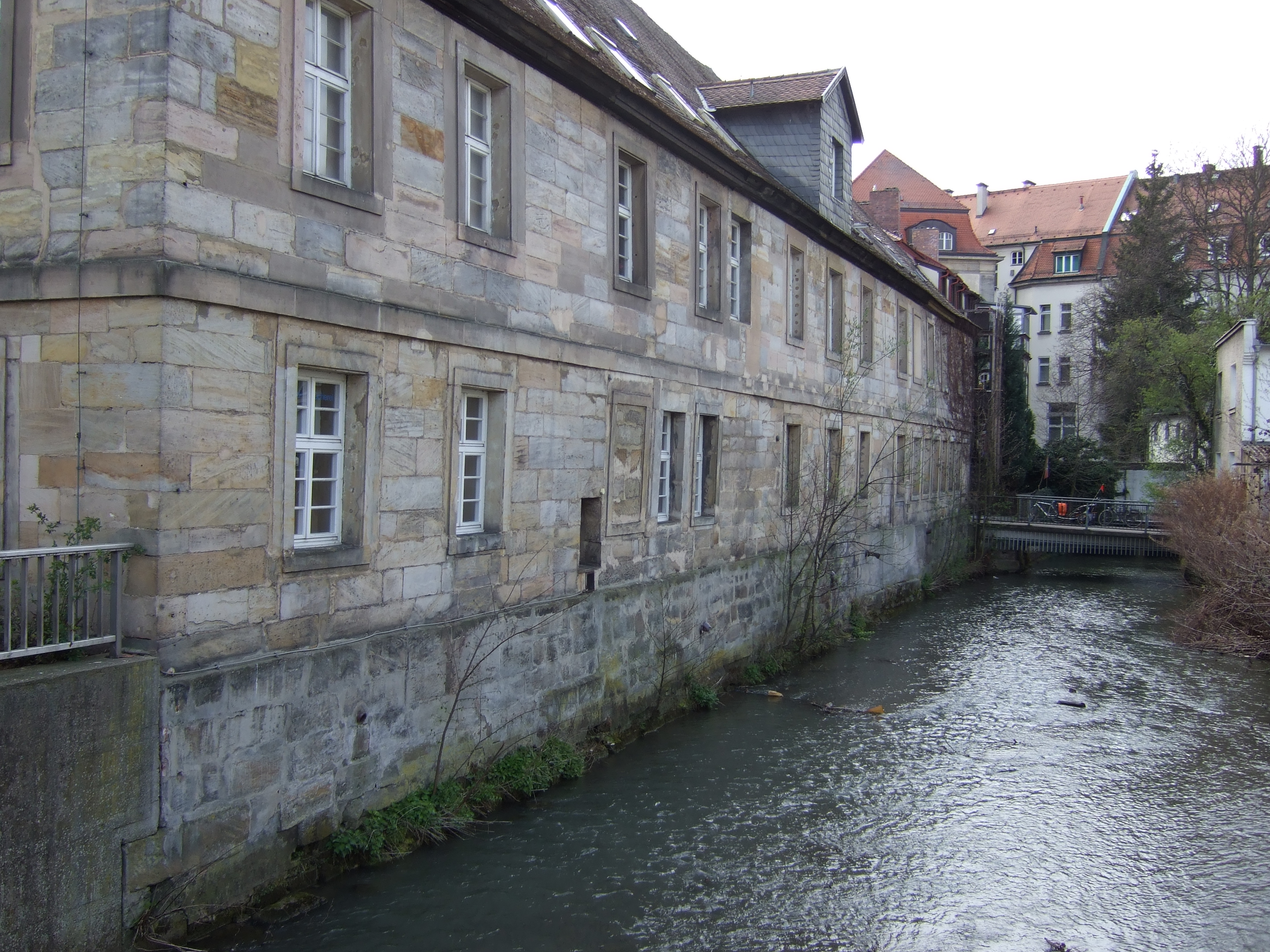
Mühlkanal hinter der ehemaligen markgräflichen Münzprägeanstalt in Bayreuth
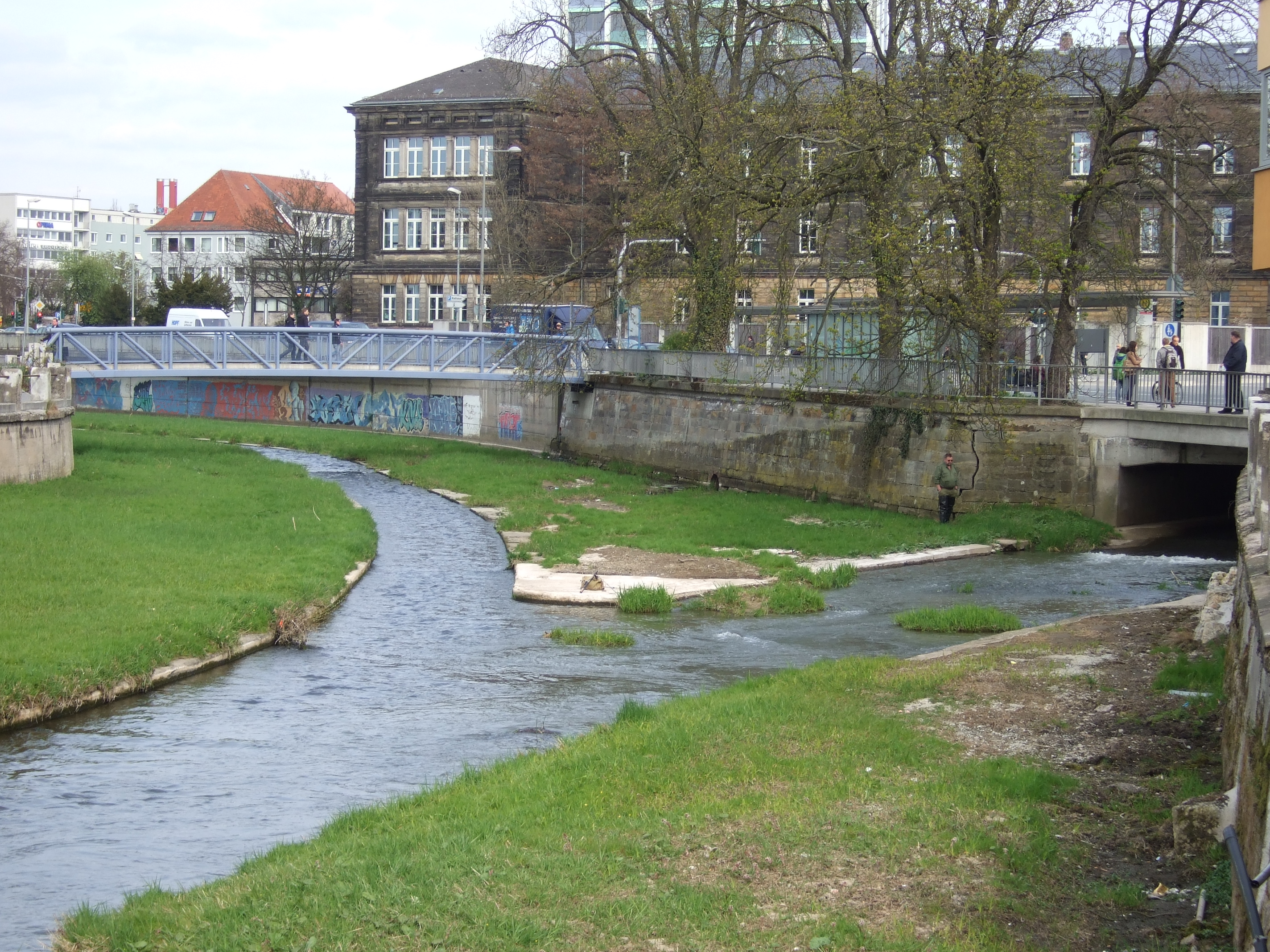
Mündung des Bayreuther Mühlkanals (von rechts) in den Roten Main
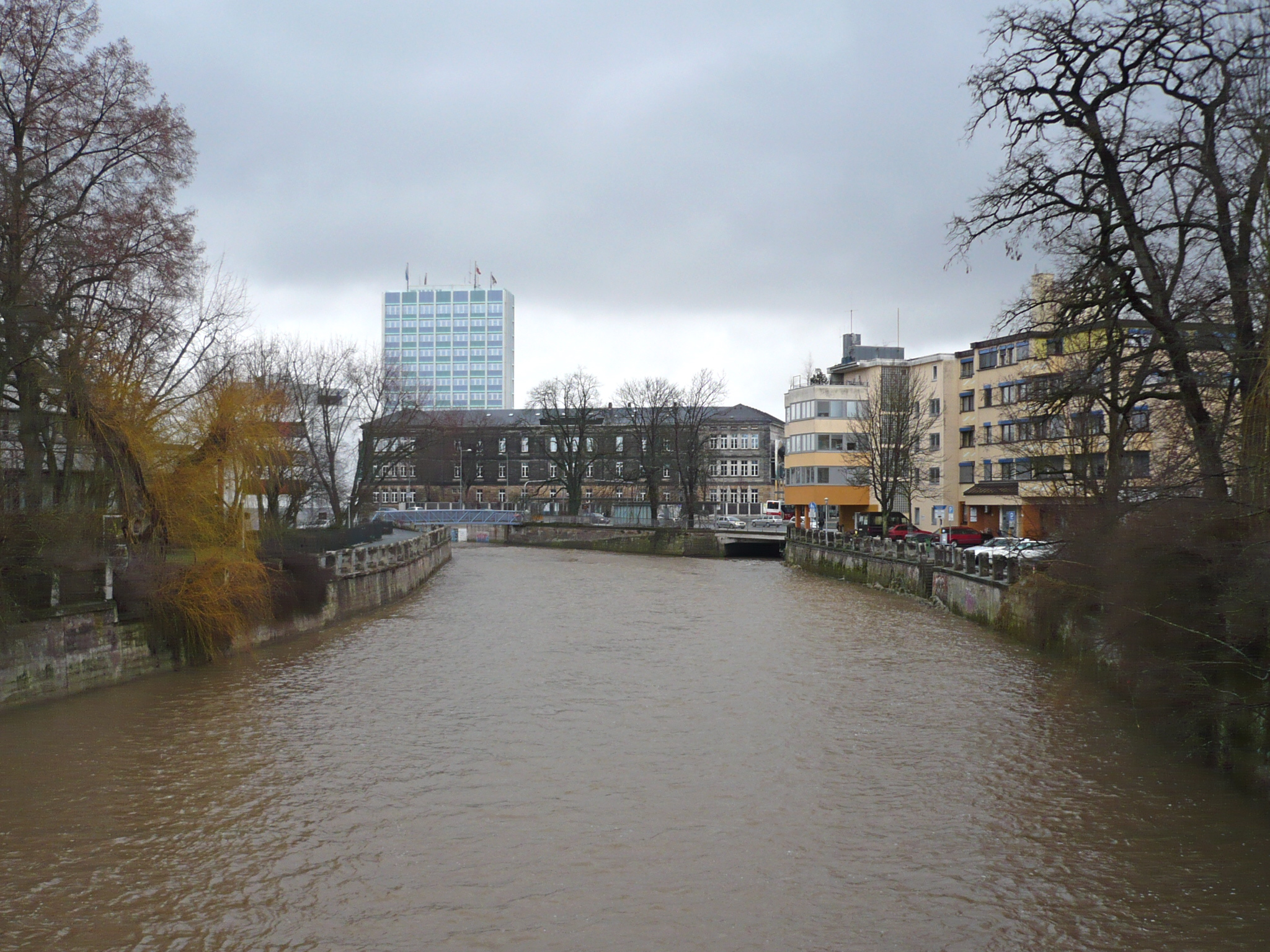
Hochwasser am Mainflecklein in Bayreuth, in der Bildmitte die Mündung des Mühlkanals
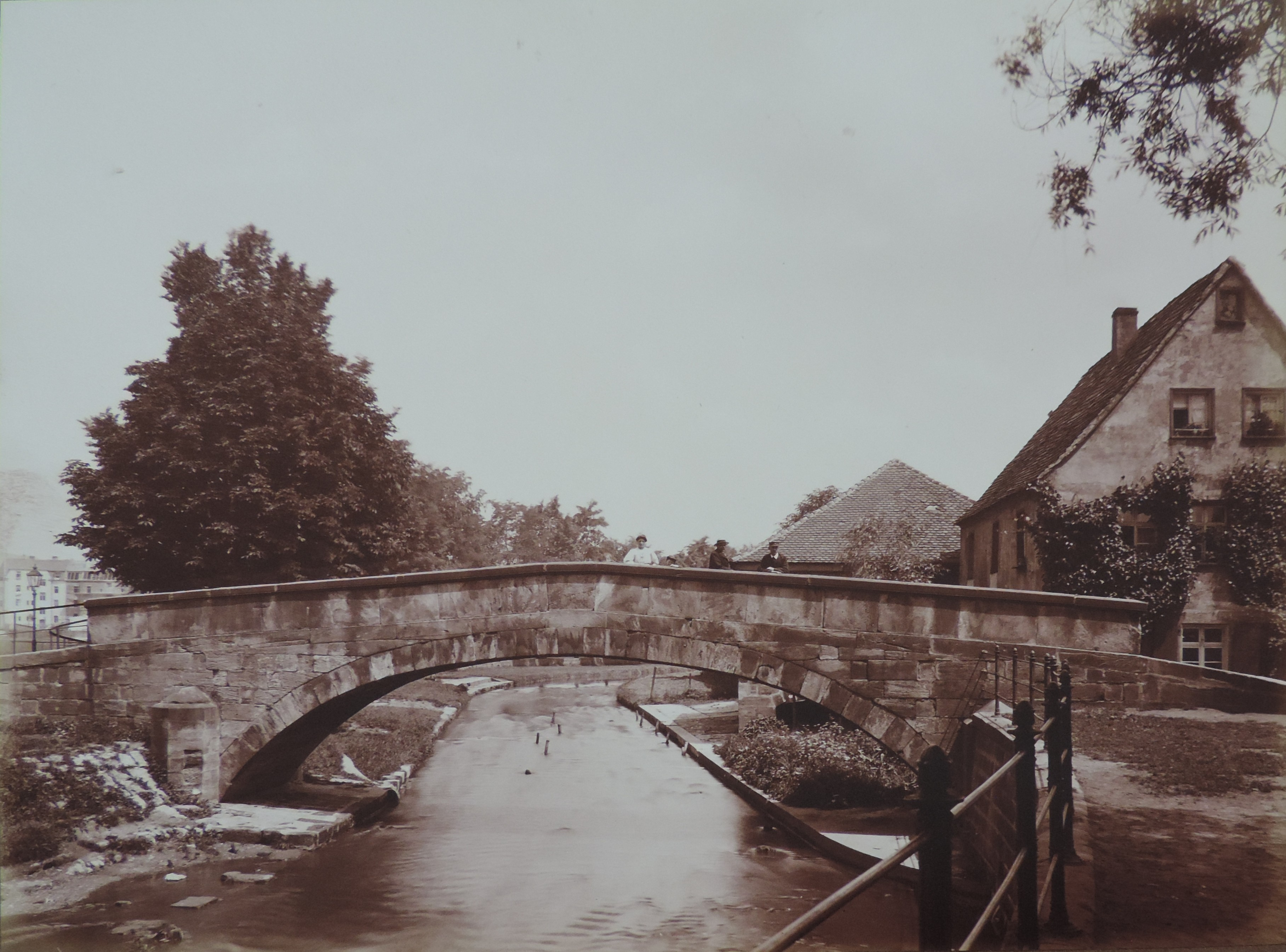
Ehemaliges Flussbett an der Schlachthausbrücke in Bayreuth
Unbegradigter Roter Main mit Herzogmühle bei Bayreuth (um 1850)
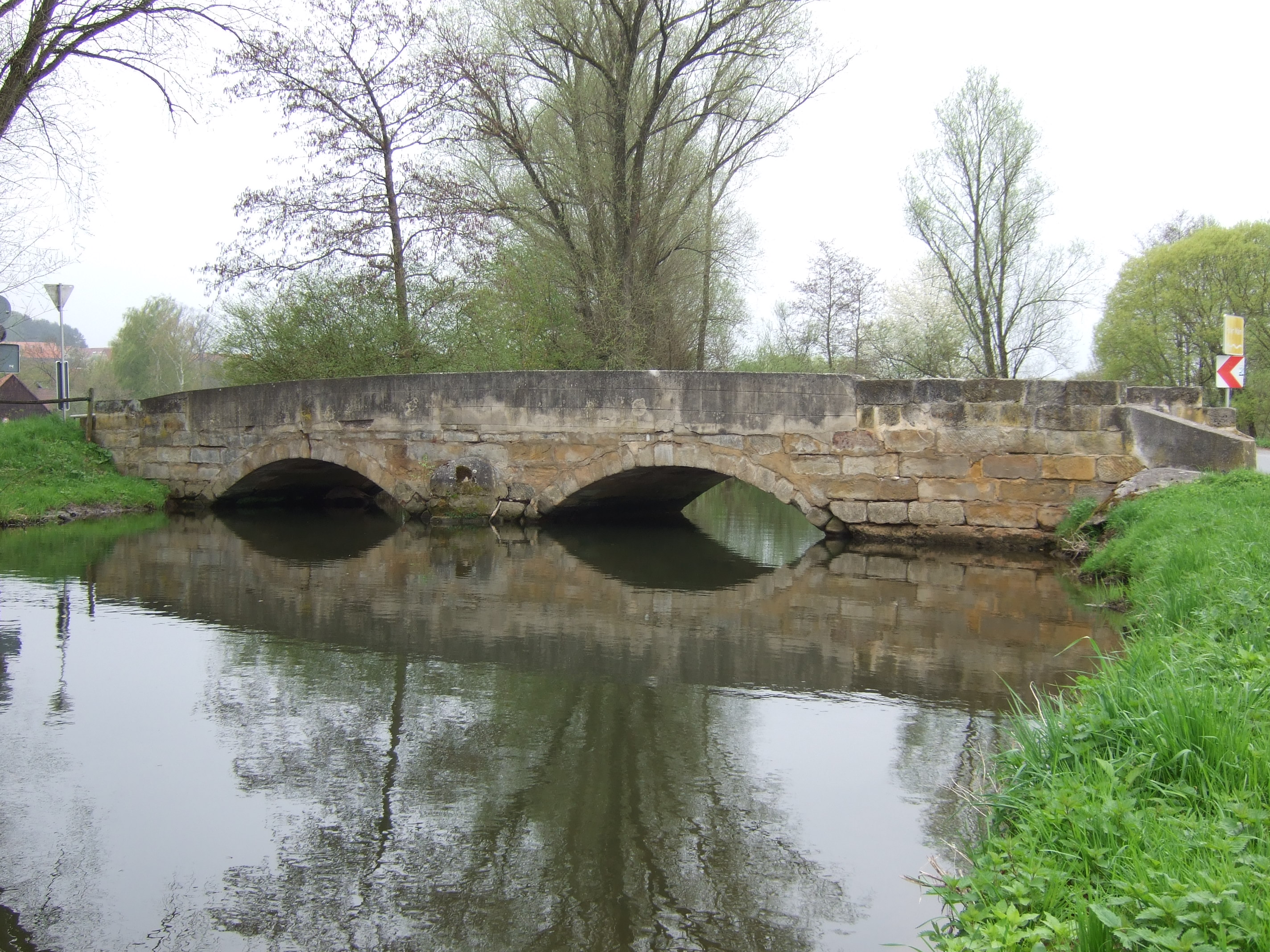
Baudenkmal „Heubruck“ über den angestauten Roten Main bei Heinersreuth
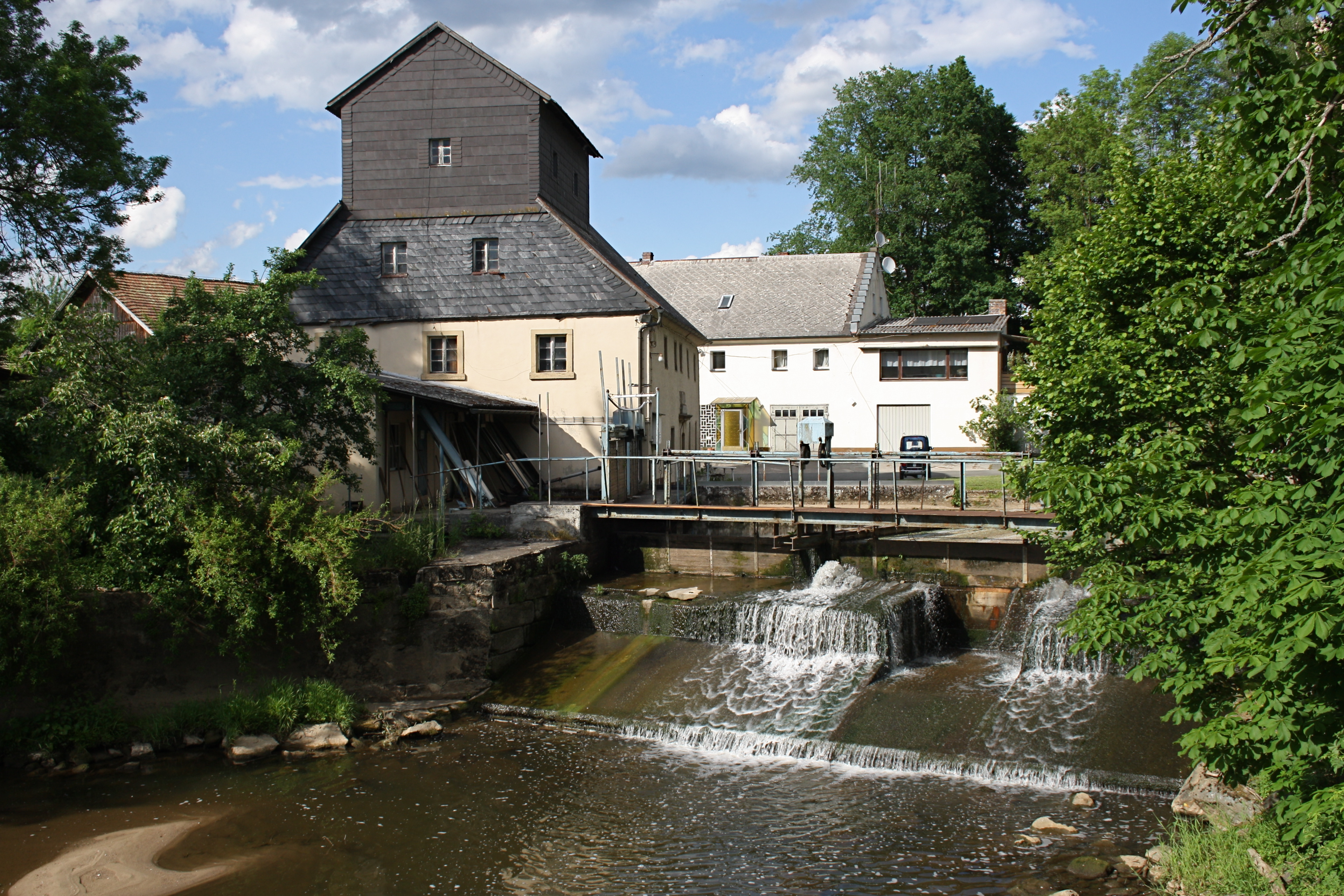
Wehr und Mühle in Unterkonnersreuth
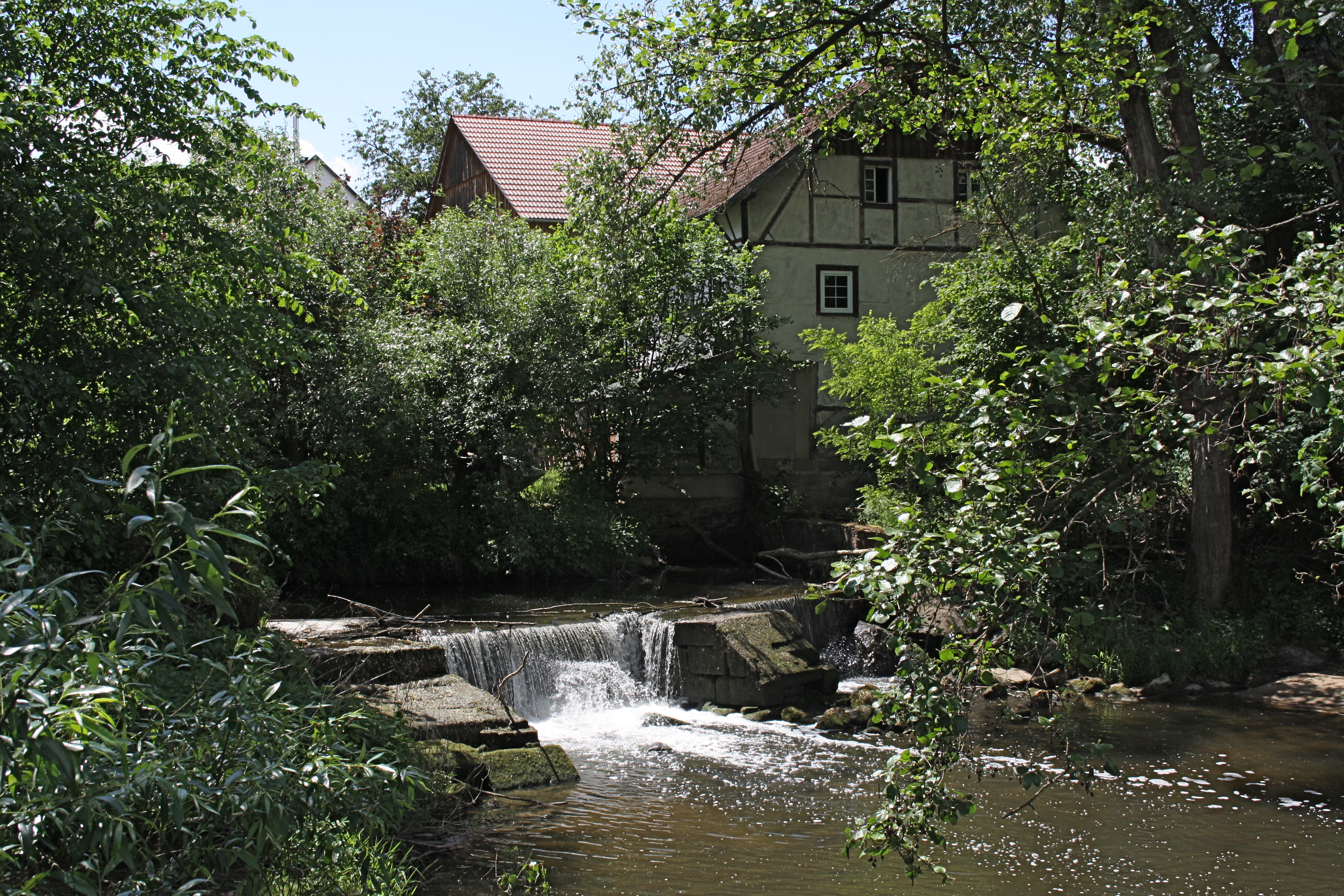
Wehr in Langenstadt

### Einzugsgebiet

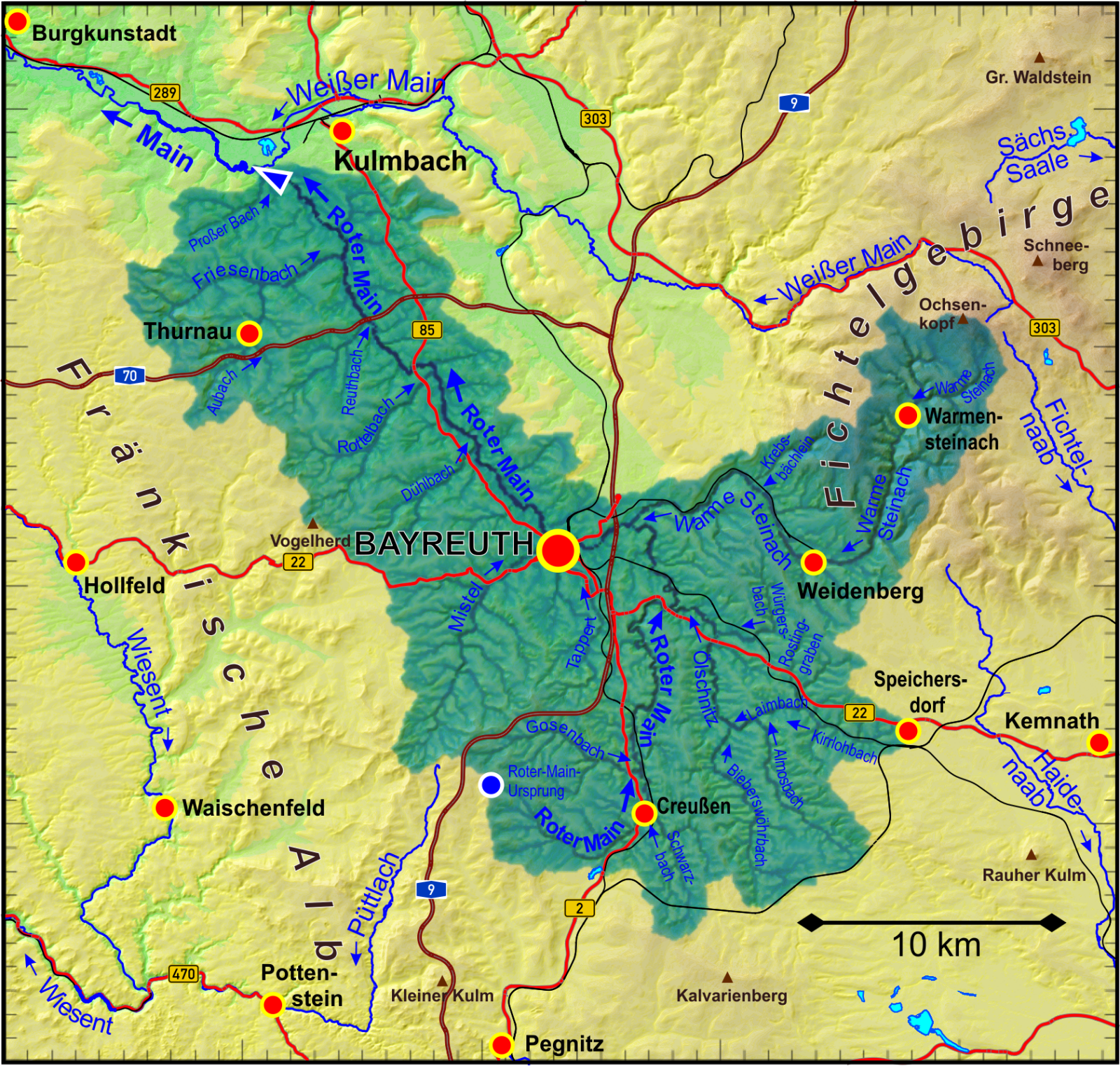
Einzugsgebiet des Roten Mains

Der Rote Main entwässert Teile der nordöstlichen Flanke der Fränkischen Alb, Teile des Oberpfälzer Hügellands und einen kleinen Teil im Südwesten des Fichtelgebirges.
Das Einzugsgebiet gehört zum Flusssystem des Rheins und grenzt im Südosten an das Flusssystem der Donau. Das größte Teileinzugsgebiet entfällt auf die Warme Steinach und macht 17 % des gesamten Einzugsgebiets aus, dicht gefolgt vom Teileinzugsgebiet der Ölschnitz (16,2 %).

### Zuflüsse
Zu den Zuflüssen des Roten Mains gehören (Reihenfolge flussabwärts, Länge und Einzugsgebiet wo nicht mit „ca.“ eingeleitet nach der amtlichen Gewässerkarte):
- Simmelbach, von rechts, ca. 2,2 km
- Eschigbach[13], von rechts, ca. 1,5 km
- Hühnerbach, von rechts
- Kupfergraben (Kaigraben), von links
- Tiefenbach, von links
- Schwarzbach, von rechts, 7,00 km mit Oberlauf Ohrenbach und 12,53 km²
- Metzlersbach, von rechts
- Gosenbach, von links, 9,93 km und 17,53 km²
- Schliefgraben, von rechts
- Schwarzweiherbach, von links
- Weihergraben, von links
- Brunnengraben, von rechts
- Schamelsgraben, von rechts
- Mühlwässerlein, von links
- Schnepfenbach, von rechts
- Thiergartenweihergraben, von links
- Ölschnitz, von rechts, 18,69 km mit Abschnittsfolge Kirrlohbach → Laimbach → Ölschnitz und 84,11 km²
- Gereutbach, von rechts, 2,64 km und 2,31 km²
- Bühlersbach, von links, 3,09 km und 2,17 km²
- Warme Steinach, von rechts, 28,13 km und 87,71 km²
- Mistel (Mistelbach)[Anm. 1], von links, 13,72 km und 65,77 km²
- Grünbachgraben, von rechts
- Preuschwitzerin, von links
- Cottenbach, von rechts und Nordosten gegenüber Heinersreuth, ca. 3,4 km und ca. 6,3 km²
- Tannenbach, von links
- Dühlbach, von links, 5,82 km mit Oberlauf Stockbrunnenbach und 17,67 km²
- Seebach, von rechts
- Krehmühlbächlein (links)
- Köhlersgraben, von links
- Röttelbach, von links, 10,35 km mit Abschnittsfolge Bärenbach → Rottelbach → Röttelbach und 19,79 km²
- Pechgraben, von rechts
- Erlgraben, von rechts
- Reuthbach (Rotbach), von links, 6,80 km mit Abschnittsfolge Mutzenbach → Rothbach → Reuthbach und 14,06 km²
- Schellenbach, von rechts
- Friesenbach, von links, 10,55 km und 41,00 km²
- Aubach, von rechts, 4,35 km und 6,26 km²
- Erlenbach, von rechts, 5,67 km und 4,92 km²
- Hirtengraben, von links
- Krummer Lachengraben, von rechts, 7,20 km mit Oberlauf Hauptgraben und 6,59 km²
- Proßer Bach, von links, 6,02 km und 9,23 km²

Vor der Begradigung nordwestlich der Innenstadt Bayreuths mündeten der Sendelbach (am Pauschenberglein) und früher auch der Tappert (am Mühltürlein) unmittelbar in den Roten Main.

### Flusssystem Roter Main
- Liste der Fließgewässer im Flusssystem Roter Main

## Natur und Umwelt

### Zustand
Im Frühjahr 2023 stufte das in Hof ansässige Wasserwirtschaftsamt den Zustand des Roten Mains als mäßig bis unbefriedigend ein. Auf der von 1 (sehr gut) bis 5 (schlecht) reichenden Skala der EU-Wasserrahmenrichtlinie erreichte er oberhalb von Creußen sowie ab Bayreuth nur die Note 4, dazwischen die Note 3. Ebenfalls als unbefriedigend eingestuft wurden seine linken Zuflüsse Gosenbach, Mistel, Dühlbach, Rottelbach, Reuthbach und Friesenbach.

### Fauna
Im Roten Main kommen Bachforelle, Äsche, Barbe, Mühlkoppe, Neunauge, Karpfen, Schleie, Brachse, Rotauge, Flussbarsch, Hecht, Zander, Aal und Aalrutten vor.

### Fischsterben
Ein Störfall in der Bayreuther Kläranlage führte am 15. August 1991 zu einem Fischsterben „von höchstem Ausmaß“. Erst nach Wochen war die Anlage wieder funktionsfähig. Im August 2018 war der Rote Main oberhalb von Creußen ausgetrocknet.

### Geotop Bodenmühlwand

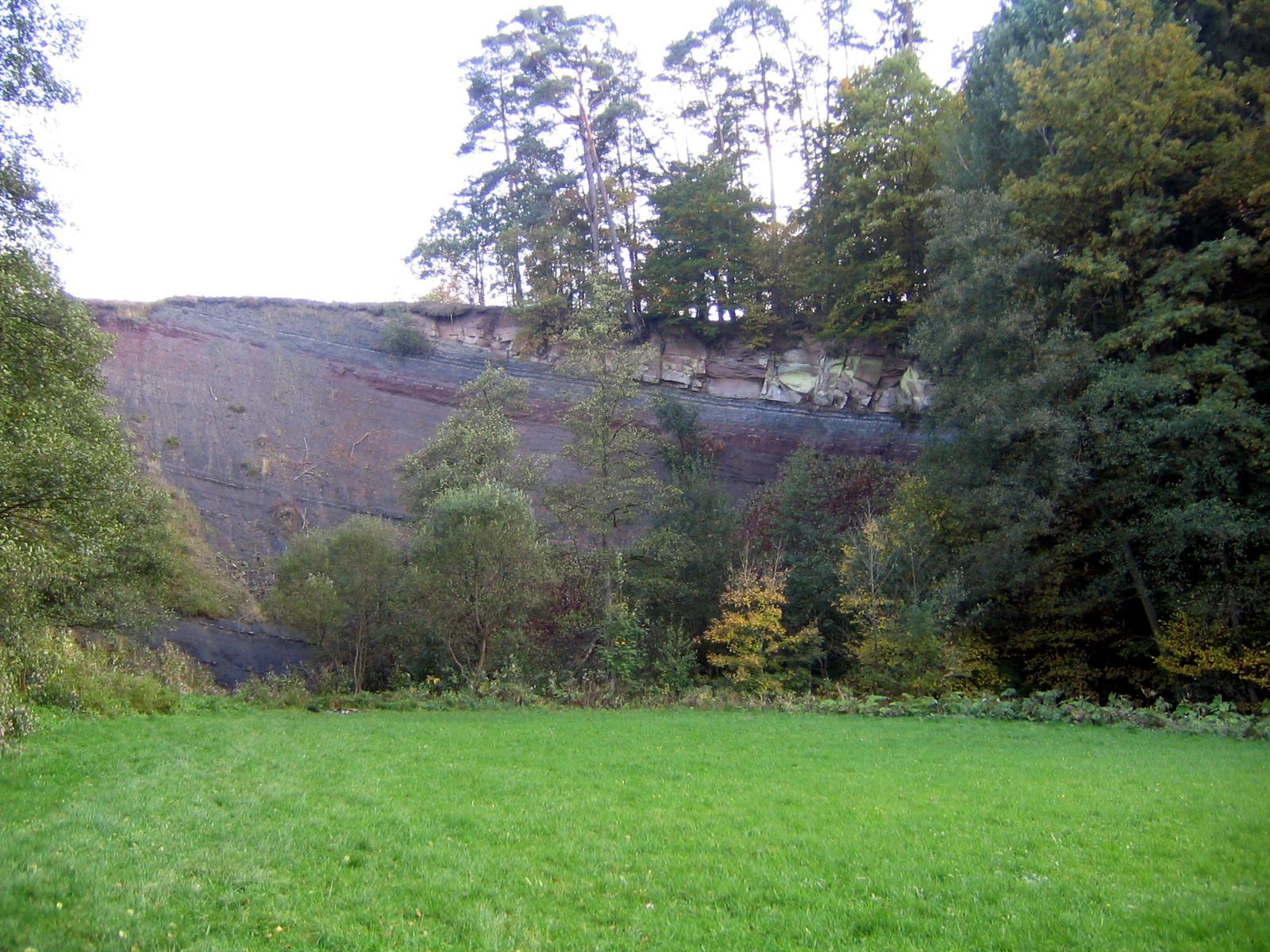
Keuperaufschluss „Bodenmühlwand“

In der Nähe der Bodenmühle südöstlich von Bayreuth hat der Rote Main am Prallhang einer Flussschleife durch Erosion die sogenannte Bodenmühlwand geschaffen, einen Steilhang von etwa 30 Meter Höhe. Dort sind Erdschichten aus der mittleren „Keuperzeit“ (ältere Obertrias) aufgeschlossen. Sie bestehen aus relativ mächtigen Tonsteinschichten, in die einzelne geringmächtige Bänke aus Kalkmergel („Steinmergel“) eingeschaltet sind. Diese Abfolge des unteren Mittelkeuper wird als Estherienschichten bezeichnet. Der Name stammt von Fossilien der Muschelkrebs-Art Palaeestheria (vormals Estheria) minuta, die in diesen Schichten relativ häufig enthalten sind. Ferner enthalten sie Reste von Quastenflossern sowie Schuppen, Zähne und Flossenstacheln urzeitlicher Haie, was auf marine Bedingungen zu ihrer Ablagerungszeit schließen lässt. Zudem sind die Estherienschichten der Bodenmühlwand die Typlokalität der Meeressaurierart Nothosaurus edingerae. Die auskeilende, den Tonstein- und Kalkmergelschichten diskordant auflagernde mächtige Sandsteinbank im obersten Teil der Wand gehört bereits zur Abfolge des Schilfsandsteins, die infolge eines Meeresrückzuges durch einen Fluss abgelagert wurde.
Die Bodenmühlwand ist vom Bayerischen Landesamt für Umwelt als geowissenschaftlich besonders wertvolles Geotop ausgewiesen und mit dem offiziellen Gütesiegel „Bayerns schönste Geotope“ ausgezeichnet worden. Siehe auch Liste der Geotope im Landkreis Bayreuth.

## Wanderwege
An der Quelle beginnt der Rotmainweg, den der Fichtelgebirgsverein e. V. angelegt hat. Dieser Hauptwanderweg hat als durchgehende Markierung ein rotes M auf weißem Grund. Er ist bis zum Zusammenfluss mit dem Weißen Main 60 Kilometer lang und verläuft wie folgt: Rotmainquelle - Creußen – Eimersmühle – Schlehenberg – Eremitage – Bayreuth – Martinsreuth – Altenplos – Grüngraben – Jöslein – Langenstadt – Affalterhof Katschenreuth – Schloss Steinenhausen bei Kulmbach.

## Trivia
Der Hauptlauf des Roten Mains zwischen dem Abzweig und der Mündung des Mühlkanals wird in Bayreuth auch als Altbach bezeichnet. Der Name der Straße Am Mainflecklein unweit dieser Mündung hat etymologisch keinen Bezug zum Fluss. Die Stelle ist bereits 1514 als „gemein Wießfleck“ (der Allgemeinheit gehörendes Wiesenstück) und 1755 in der Gemarkungskarte der Stadt als ein „Gemein Flecklein“ belegt.